# Toyota CS&S

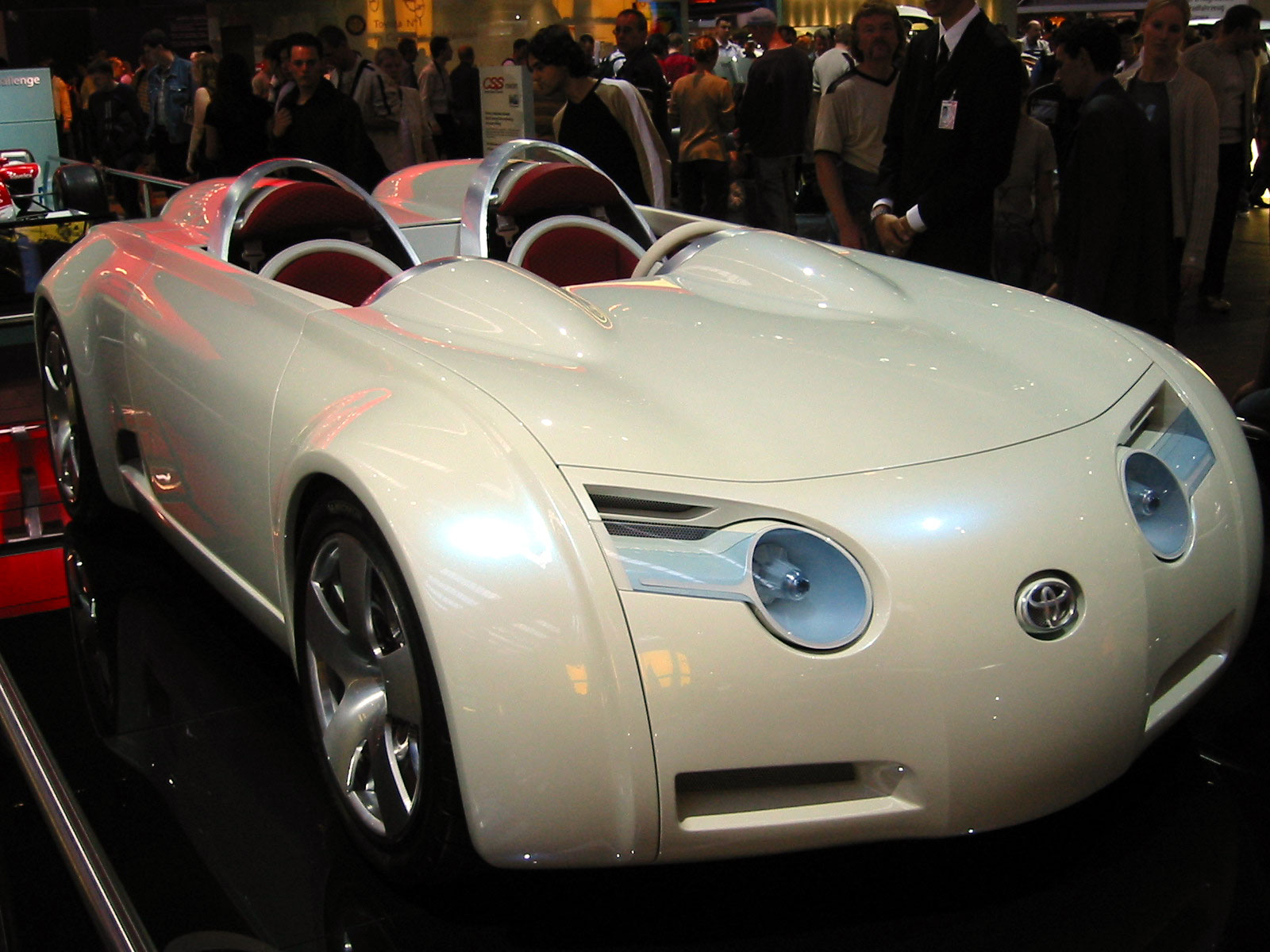
Toyota CS&S auf der IAA 2003

Der Toyota CS&S ist eine offene Sportwagen-Studie, welche 2003 auf der IAA in Frankfurt am Main Weltpremiere hatte. CS&S steht hierbei für Compact Sports & Specialty.

## Konzept
Der Toyota CS&S besitzt einen hybriden Allradantrieb. Die Hybrid Synergy Drive genannte Technologie benutzt hierbei einen 1500-cm³-Benzinmotor für den Heckantrieb und einen Elektromotor für den Frontantrieb.
Das Toyota-Space-Touch-System ermöglicht eine Steuerung von Media-Komponenten, wie Radio oder Navigationssystem, über eine holographische Benutzerschnittstelle.